# Pearl (voornaam)
Pearl is een Engelstalige meisjesnaam, dat een vertaling is van een parel of nobelsteen. De naam heeft dus dezelfde betekenis als Margaretha, dat ook parel betekent.
Volgens het Meertens Instituut is de naam voor jongens zeer zeldzaam. Ook voor meisjes is de naam zeldzaam te noemen. In 2010 werd de naam slechts één keer gegeven aan een meisje. In 2011 werd de naam vijf keer gegeven aan een meisje.
Bekend personen met de naam zijn de zangeres Pearl Jozefzoon en de Nobelprijswinnares en schrijfster Pearl S. Buck.